# Чихачёво (Бежаницкий район)
Чихачёво — село на севере Бежаницкого района Псковской области. Административный центр Чихачёвской волости.
Железнодорожная станция Чихачёво на участке Великие Луки — Бежаницы — Чихачёво — Дедовичи — Дно.

## Население
Крупнейший сельский населённый пункт Бежаницкого района. Численность населения по переписи 1989 года составляла 1220 жителей, по оценке на 2000 год — 1130 жителей, по переписи 2002 года — 949 жителей.

## История
В 1936 — 1963 годах  являлось центром Ашевского района.